# Ridley Scott
Sir Ridley Scott (South Shields, 30. studenog 1937.), britanski filmski redatelj i filmski producent.

## Pozadina
Scott je odrastao u vojnoj obitelji, što je značilo da je većinu njegova ranog života njegov otac - časnik Kraljevske inženjerije - bio odsutan. Ridleyjev stariji brat, Frank, se pridružio Trgovačkoj mornarici dok je još bio mlad pa su braća jako malo kontaktirala. Tijekom ovog vremena obitelj se često selila, živeći (među ostalim) u Cumbriji, Walesu i  Njemačkoj. Nakon  Drugog svjetskog rata obitelj Scott se preselila u rodnu sjevernoistočnu  Englesku, na kraju se skrasivši u Teesideu (čiji će industrijski krajolik kasnije poslužiti kao inspiracija za neke slične scene u Blade Runneru). Uživao je gledati filmove. Među Scottovim omiljenima bili su Lawrence od Arabije, Građanin Kane i Sedam samuraja. Scott je od 1954. do 1958. studirao u Teesideu, na umjetničkom koledžu, diplomiravši dizajn. Na londonskom Royal College of Art je stekao magisterij iz grafičkog dizajna.
Nakon toga je radio u časopisu koledža, ARK, i pomogao osnovati filmski odjel. Za posljednju predstavu je snimio crno bijeli kratki film, Dječak i bicikl, sa svojim mlađim bratom,  Tonyjem Scottom, i ocem. Glavni vizualni elementi filma postat će sastavnice Scottova kasnijeg rada; objavljen je u specijalnim dodacima na DVD izdanju filma Dvoboj do istrebljenja. Nakon diplome 1963., našao je posao kao vježbenik scenograf na BBC-u, nakon čega će raditi na popularnim policijskim serijama Z-Cars i SF seriji Out of Unknown. Scott je u svojoj ranoj karijeri bio obožavatelj  Stanleyja Kubricka. Za kraj svoje obuke na BBC-u je presnimio Kubrickove Staze slave kao kratki film.
Dodijeljen mu je zadatak da dizajnira drugi serijal Doctor Who, The Daleks, koji je sa sobom donio slavne kreature izvanzemaljaca. Međutim, malo prije početka rada se posvađao oko rasporeda pa je zamijenjen Raymondom Cusickom. Scott je na BBC-u premješten u odjel za redateljske vježbenike, a prije nego što je napustio korporaciju, režirao je epizode Z-Cars, njegov spin-off, Softly, Softly, i pustolovnu seriju Adam Adamant Lives!.
Pet članova obitelji Scott su redatelji. Brat Tony je dva desetljeća bio uspješan filmski redatelj; sinovi, Jake (40) i Luke (37), su hvaljeni redatelji reklama, kao i njegova kći Jordan (27). Jake i Jordan rade u Los Angelesu, dok je Luke ostao u Londonu.

## Rana karijera
Scott je 1968. napustio BBC i osnovao vlastitu produkcijsku tvrtku, Ridley Scott Associates, radeći sa sir Alanom Parkerom, Hughom Hudsonom, Hughom Johsonom, te zaposlivši svog mlađeg brata, Tonyja.

### Dvoboj do istrebljenja
Dvoboj do istrebljenja iz 1977. je bio Scottov prvi dugometražni film. Produciran je u Europi te je na  Filmskom festivalu u Cannesu osvojio nagradu za najbolji debitantski film, ali i polučio manji komercijalni uspjeh u SAD-u. Smješten u vrijeme Napoleonskih ratova, govorio je o dva francuska  husarska časnika, D'Hubertu i Feraudu (Keith Carradine i Harvey Keitel). Njhova prepirka oko manjeg incidenta se pretvara u ogorčeno neprijateljstvo koje će potrajati sljedećih petnaest godina s većim sukobima koji će ga i okončati. Film je hvaljen zbog povijesno autentičnog prikaza napoleonskih uniformi i vojnog upravljanja, kao i zbog točnih tehnika mačevanja iz devetnaestog stoljeća koje je nadzirao koreograf borbi William Hobbs.

### Alien
Na Scottovo komercijalno razočaranje s Dvobojom do istrebljenja nadomjestio se uspjeh Alana Parkera s američkim filmovima - Scott je priznao kako je "tjedan dana bio bolestan" od zavisti. Originalno je planirao ekranizaciju opere  Tristan i Izolda, ali nakon što je vidio  Ratove zvijezda, uvjerio se u potencijal visokobudžetnih filmova punih specijalnih efekata. Zato je prihvatio režiju Aliena, SF horora kojim će steći međunarodno priznanje. Iako je snimljen 1978., Scottov talent za scenografiju i atmosferične vizualne efekte dao je Alienu bezvremensku dimenziju.
Iako Scott neće režirati tri nastavka Aliena, ženska akcijska junakinja Ellen Ripley (Sigourney Weaver) postat će filmska ikona. Scott je 2003. bio uključen u restauraciju i ponovno objavljivanje filma uključujući medijske intervjue za njegovu promociju. U isto je vrijeme je natuknuo kako je razgovarao da snimi peti i posljednji film. No, u intervjuu iz 2006., redatelj je rekao kako je bio nezadovoljan redateljskom verzijom Aliena, naglasivši kako je original bio "besprijekoran" te da su dodaci bili tek marketinški trik.

### Blade Runner
Nakon što je godinu dana proveo na adaptaciji SF romana Pješčani planet, Scott angažiran za režiju filmske verzije romana Sanjaju li androidi električne ovce?  Philllipa K. Dicka, (koji će poslije biti preimenovan u Blade Runner), nakon iznenadne smrti njegova brata Franka. S  Harrisonom Fordom u glavnoj ulozi i s hvaljenim Vangelisovim soundtrackom, Blade Runner je bio komercijalni promašaj kad je objavljen u kinima 1982., pa je ubrzo povučen iz distribucije. No, ipak će steći kultni status kroz prikazivanja na televiziji i objavljivanja na video formatima. Warner Bros. je koristio Scottove bilješke kako bi 1991. stvorio redateljevu verziju u kojoj su uklonjeni snimljeni glasovi i promijenjen kraj. Kritičari danas Blade Runner smatraju jednim od najvažnijih SF filmova 20. stoljeća, a često se, uz roman Neuromancer Williama Gibsona, navodi kao inicijator cyberpunk žanra. Scott je osobno nadzirao digitalnu restauraciju Blade Runnera i odobrio Završnu verziju, koja je objavljena u kinima u Los Angelesu i New Yorku 5. listopada 2007. Scott je za Blade Runner rekao kako je to njegov "najdovršeniji i najosobniji film".

### Reklama "1984" za Macintosh
1984. je  Apple Computer predstavio  Macintosh. Njegovo objavljivanje najavljeno je jednom jedinom reklamom, sada poznatom kao "Reklama od 1,5 milijun dolara", temeljena na romanu 1984  Georgea Orwella, a koju je režirao Scott (kao rezultat njegova rada na Blade Runneru). Reklama je emitirana tijekom 18. Super Bowla 1984. Namjera  Stevea Jobsa bila je da izjednači Big Brother s  IBM-ovim PC-om, a bezimenu akcijsku junakinju, koju je portretirala Anya Major, s Macintoshom.
Reklama se često nalazi pri vrhu u izboru najutjecajnijih arketinških kampanja. Na primjer, časopis Advertising Age ju je nazvao "Reklamom desetljeća", a 1999. je u izboru TV Guidea izabrana kao najbolja od "50 najboljih reklama svih vremena".

### Legenda
Scott je 1985. režirao fantastični film  Legenda. Kako se nikad nije susreo sa žanrom bajke, Scott je odlučio stvoriti "bilo jednom" film smješten u svijet vila, princeza i demona. Za ulogu filmskog junaka Jacka je angažirao  Toma Cruisea,  Miu Saru kao Princezu Lily, i  Tima Curryja za ulogu sotonskog Gospodara tame. No, serija problema sa snimanjem i postprodukcijom (uključujući izrezivanje materijala i zamjenu originalne glazbe  Jerryja Goldsmitha) je poremetila objavljivanje filma i rezultirala s poražavajućim recenzijama. Ipak, poslije je postao kultni klasik zahvaljujući DVD izdanju na kojem je restaurirana Scottova originalna vizija.

### Detektiv i damaiCrna kiša
Gladan komercijalnog hita i u inat tisku koji ga je smatrao komercijalnim redateljem posvećenom fantastičnim vizualnim efektima bez mnogo sadržaja, Scott je odlučio odgoditi daljnje uplitanje u SF i fantastični žanr, kako ga ne bi označili žanrovskim redateljem, fokusirajući se na zrelije i realnije trilere.
Među njima su se našli Detektiv i dama, romantična policijska drama s  Tomom Berengerom, Lorraine Bracco i Mimi Rogers iz 1987., i Crna kiša, policijska drama iz 1989. s  Michaelom Douglasom i  Andyjem Garciom, dijelom snimanoj i  Tokiju i  Osaki, u Japanu. Oba su polučila osrednji uspjeh na box officeu.
Scott je opet hvaljen za raskošne vizualne efekte, ali i dalje kritiziran zbog snimanja filmova koji su zapravo produžene verzije njegovih ulaštenih televizijskih reklama, koje je nastavio režirati zbog profita.

### Thelma i Louise
Thelma i Louise je objavljen 1991., a u glavnim ulogama su nastupili Geena Davis kao Thelma, Susan Sarandon kao Louise, i Harvey Keitel kao suosjećajni detektiv koji pokušava riješiti zločine koje dvije žene sve lakše počinjavaju. Film se pokazao uspješnim i oživio Scottovu redateljsku reputaciju, donijevši mu prvu nominaciju za Oscar. Scottov sljedeći projekt bio je nezavisni film 1492.: Osvajanje raja, s pričom o  Kristoforu Kolumbu. Smatra se najusporenijim Scottovim filmom. Proći će četiri godine prije nego Scott objavi sljedeći film.

## Zrelo razdoblje
Scott je 1995., zajedno sa svojim bratom Tonyjem, u Los Angelesu osnovao filmsku i televizijsku produkcijsku kuću Scott Free Productions. Svi njegovi kasniji filmovi, počevši s  Paklenim morem i G.I. Jane, ženskom verzijom Full Metal Jacketa s Demi Moore i  Viggom Mortensenom, su producirani pod etiketom Scott Freeja. Iste godine braća su otkupili kontrolni paket dionica Shepperton Studiosa koji je kasnije povezan s kompanijom Pinewood Studios.

### Gladijatori kasniji radovi
Veliki uspjeh Scottova filma  Gladijator (2000.) označen je oživljavanjem gotovo zaboravljenog žanra, povijesnog spektakla. Scott se nakon toga okrenuo Hannibalu, nastavku filma  Jonathana Demmea, Kad jaganjci utihnu. Godine 2001. je objavljen novi Scottov film, Pad crnog jastreba (2001.), koji je učvrstio Scottovu reputaciju kritički i komercijalno uspješnog redatelja i osvojio dva Oscara.
Godine 2003. je režirao  Šibicare, adaptaciju romana Erica Garcije, s  Nicolasom Cageom,  Samom Rockwellom i Alison Lohman. Recenzije su bile uglavnom pozitivne, a i u kinima je prošao solidno.
Godine 2005. Scott snima međunarodno uspješno Kraljevstvo nebesko, film o križarima koji je svjesno htio povezati povijesne događaje s onim sadašnjim. Dok je bio na lokaciji u  Maroku, Scottu su navodnu prijetili ekstremisti. Marokanska vlada je za epsku scenu bitke poslala vojno konjaništvo.
Nezadovoljan kino-verzijom filma (uputio je prigovore zbog prevelikog obraćanja pozornosti na mišljenja publike na predprikazivanjima). Scott je osobno nadgledao redateljevu verziju Kraljevstva nebeskog, koja je 2006. objavljena na DVD-u. U intervjuu u kojem ju je promovirao, kad su ga upitali da li se općenito protivi predprikazivanjima, Scott je rekao:
"Ovisi tko je u sjedalima. Ako imate luđaka koji radi moj posao, tada trebate predprikazivanje. Ali dobar redatelj bi trebao biti toliko iskusan da prosudi da je ono što misli ispravna verzija koja bi se trebala naći u kinima."

### Dobra godinaiAmerički gangster
Scott se opet udružio s  Russellom Croweom, režirajući film Dobra godina, koji je temeljen na bestseleru. Film je objavljen 10. studenog 2006., uz glazbu Marca Stretenfielda. Rupert Murdoch, čelnik News korporacije i studija 20th Century Fox (koji je financirao film) odbacili su Dobru godinu kao promašaj na sastanku dioničara samo nekoliko dana nakon što je film objavljen.
Scottov sljedeći redateljski rad je bio na  Američkom gangsteru, radeći prvi put s  Denzelom Washingtonom i ponovno s Russellom Croweom. On je treći redatelj koji se okušao na projektu nakon što je pokušaj  Antoinea Fuquaa (pod radnim naslovom Tru Blu) studio otkazao zbog prevelikog budžeta. Washington je bio angažiran za tu verziju projekta (čime je opet radio s Fuquaom nakon izvedbe koja mu je donijela Oscara u  Danu obuke), kao i Benicio del Toro, kojima je plaćeno 20 i 15 milijuna dolara, prije same produkcije. Projekt je tada predan redatelju  Hotela Ruanda,  Terryju Georgeu, za kojeg se govorilo da će raditi na manje gruboj verziji s  Donom Cheadleom u glavnoj ulozi. Na kraju su George i Cheadle odustali, a Scott ga je preuzeo početkom 2006.

## Pristup i stil
Scott voli primati ideje od glumaca tijekom snimanja filmova. Tako mu je Susan Sarandon sugerirala da Louise u jednoj sceni pakira cipele u plastične vrećice, i ondje gdje njen lik mijenja nakit za šešir i druge stvari u filmu Thelma i Louise, kao i suradnju s  Timom Robbinsom u preradi posljednje scene kako bi dobila veći uzmah.
S druge strane je zahtjevan i težak redatelj. Tijekom produkcije Blade Runnera je dobio nadimak "Guverner". Nekoliko članova ekipe je nosilo protestne majice sa sloganima kao što je "Will Rogers nikad nije upoznao Ridleyja Scotta", referencu na najslavniju rečenicu Willa Rogersa, "Nikad nisam upoznao čovjeka koji mi se nije sviđao." Bilo je to uglavnom odgovor na način na koji je Scott režirao svoju prvu američku ekipu, koji je prema njihovim standardima bio pregrub.
Njegov napadni vizualni stil, koji uključuje detaljni pristup dizajnu scenografije i inovacije, atmosferično osvjetljenje, izvršio je veliki utjecaj na kasnije generacije redatelja - od kojih su mnogi jednostavno imitirali njegov stil. Scott obično koristi spori ritam sve do akcijskih sekvenci, koje karakteriziraju česti, rapidni rezovi. Primjeri su Alien i Blade Runner; kritičarka LA Timesa Sheila Benson, na primjer, je potonji nazvala "Blade Crawler" "jer je tako prokleto spor". Druga često korištena tehnika je njegovo korištenje zvuka kako bi se pobudila tenzija, kao što se može vidjeti u Alienu sa šuštanjem pare, kompjuterskim otkucajima i bukom mašinerije u svemirskom brodu.
Iako je Scott poznat po svom osebujnom redateljskom stilu, druge stilističke tehnike i elementi katakteristični za Scota uključuju:
- Snažne ženske likove.
- U nekim filmovima je snažan sukob između oca i sina koji obično završava s potonjim koji namjerno ubija prvog (Blade Runner, Gladijator) ili slučajno (Pad crnog jastreba), ili svjedoči događaju (Kraljevstvo nebesko). Gospodar tame u Legendi često spominje svog "oca". Kao dio sukoba između oca i sina postoji nekoliko ponavljajućih scena: u Gladijatoru, sin grli oca tobože kao izraz ljubavi, ali se taj zagrljaj pretvara gušenje i smrt oca. Slična scena postoji u Blade Runneru.
- U Gladijatoru, Blade Runneru i Kraljevstvu nebeskom, sin upoznaje ca kad je već odrastao. Drugi česti elementi su ti da se majka ne prikazuje, te da se sin ili otac prikazuju u svojim zadnjim činovima. Na primjer, Roy Batty umire nakon što je spasio Deckarda, Maximus umire nakon što je ubio Komoda, a Godfrey od Ibelina ubija nekoliko neprijatelja nakn što je smrtno ranjen strijelom. Osim toga, junak biva spašen od smrti prije nego što je počinio svoj najveći podvig: Deckarda spašava Rachel, Maximusa rob, a Baliana muslimanski neprijatelj.
- Časnici kao likovi reflektiraju karijeru njegova oca, kao što je to slučaj u G.I. Jane i Pad crnog jastreba.
- Često koristi dvije kamere postavljene u obliku slova "V", što omogućuje glumcima da glume tečnije.
- Osobno sudjeluje u castingu i preferira prirodni pristup (samo on i casting redatelj).
- Voli raditi s glumcima koji imaju snažnu kazališnu pozadinu i/ili diplomcima s dramskih škola.
- Kao i Stanley Kubrick, Scott je poznat po čestom ponavljanju pojedinih scena. To se posebno očitovalo tijekom produkcije Blade Runnera: ekipa je zbog toga filmu dala nadimak "Blood Runner".
- Često koristi klasičnu glazbu. Od 1976. na mahove radi na ekranizaciji opere  Tristan i Izolda.
- Često koristi dim (u Alienu, Blade Runneru i Crnoj kiši), zbog vizualnih esteskih razloga.
- Izbor istih skladatelja:  Jerryja Goldsmitha (Alien i Legenda), Vangelisa (Blade Runner i 1492.: Osvajanje raja) ili  Hansa Zimmera (Crna kiša, Thelma i Louise, Gladijator, Hannibal, Pad crnog jastreba i Šibicari). Scott je dva puta tijekom špice koristio i Stingovu glazbu ("Valparaiso" za Pakleno more i "Someone to Watch Over Me" za Detektiva i damu, koji se u originalu zove kao i sama pjesma).
- Obično se smatra "ocem" redateljeve verzije. Scott je bio jedan od prvih koji je koristio deskripciju za ponovno objavljivanje Blade Runnera 1992. (drugi takvi filmovi jesu postojali, ali su bili ili manje verzije namijenjene obožavateljima koje su nosile ime "Special Edition" ili su prisilno montirani od strane studija). Pozitivan rezultat redateljeve verzije Blade Runnera je ohrabrio Scotta da prepravi nekoliko svojih filmova koji su se pokazali kao promašaji u vrijeme kad su objavljeni (kao što su Legenda i Kraljevstvo nebesko) s istim pozitivnim rezultatima. Danas se ta praksa ustalila u okvirima filmske industrije.

## Kritike
Iako su neki njegovi filmovi zaradili brojne pohvale, drugi su bili manje uspješni kod kritike i publike. Pakleno more, G.I. Jane i Hannibal su tri veća rada koja kritičari napadaju, dok je 1492.: Osvajanje raja bio veliki komercijalni podbačaj.  Legenda (1985.) je, kao i Blade Runner tri godine prije, prvotno bila komercijalna katastrofa, ali je kasnije stekla kultni status zahvaljujući hvaljenom (ali rijetko puštanom) soundtracku  Jerryja Goldsmitha, koji se našao na redateljevoj verziji iz 2002. koja je bliža Scottovoj originalnoj viziji.
Glumci koji su radili sa Scottom često su isticali da više pažnje posvećuje setovima ili redoslijedu kadrova nego njima samima. Takve kritike došle su od  Harrisona Forda, koji je prigovorio da je njegov odnos sa Scottom ostavio puno praznina. Paul M. Sammon je u svojoj knjizi, Future Noir: The Making of Blade Runner, komentirao ovo u intervjuu za Brmovie.com, izjavivši kako se Scottov odnos s glumcima u dobroj mjeri popravio tijekom godina.

## Privatni život
Njegova životna partnerica je glumica Giannina Facio, koju je angažirao za sve svoje filmove od Paklenog mora.

## Filmografija
| Godina | Film                       |
| ------ | -------------------------- |
| 1965.  | Dječak i bicikl            |
| 1977.  | Dvoboj do istrebljenja     |
| 1979.  | Alien                      |
| 1982.  | Blade Runner               |
| 1985.  | Legenda                    |
| 1987.  | Detektiv i dama            |
| 1989.  | Crna kiša                  |
| 1991.  | Thelma i Louise            |
| 1992.  | 1492.: Osvajanje raja      |
| 1996.  | Pakleno more               |
| 1997.  | G.I. Jane                  |
| 2000.  | Gladijator                 |
| 2001.  | Hannibal                   |
| 2001.  | Pad crnog jastreba         |
| 2003.  | Šibicari                   |
| 2005.  | Kraljevstvo nebesko        |
| 2006.  | Sva nevidljiva djeca       |
| 2006.  | Dobra godina               |
| 2007.  | Američki gangster          |
| 2008.  | Tijelo od laži             |
| 2010.  | Robin Hood                 |
| 2012.  | Prometej                   |
| 2013.  | Savjetnik                  |
| 2014.  | Egzodus: Bogovi i kraljevi |
| 2015.  | Marsovac                   |
| 2017.  | Alien: Savez               |
| 2017.  | Sav novac svijeta          |
| 2021.  | Posljednji dvoboj          |
| 2021.  | Dinastija Gucci            |
| 2023.  | Napoleon                   |
| 2024.  | Gladijator 2               |

### Videospot
- Avalon, Roxy Music (1982.) (s Howardom Gardom)

### Reklame
- Bike Round za Hovis (1973.)
- Chanel... Share the fantasy. za Chanel (1979.)
- 1984 za Apple Inc. (1984.)
- The Choice of a New Generation za Pepsi (1986.)

### Televizijske serije
- NUMB3RS (2005.–) (producent, s  Tonyjem Scottom)

2023 Napoleon

## Vanjske poveznice
- Ridley Scott u internetskoj bazi filmova IMDb-u (engl.)
- They Shoot Pictures, Don't They?
- Video intervju s Grantom Lauchlanom o Kraljevstvu nebeskom i Blade Runneru  Arhivirana inačica izvorne stranice od 25. listopada 2008. (Wayback Machine)
- Intervju u Timesu  Arhivirana inačica izvorne stranice od 5. srpnja 2008. (Wayback Machine) 5. listopada 2006.
- Total Film: Intervju s Ridleyjem Scottom, 15. srpnja 2007.
- RSA Films (Produkcijska kuća Ridleyja i Tonyja Scotta), 30. studenog 2007.